# Enrico Radesca
Enrico Radesca (né dans la seconde moitié du XVIe siècle à Foggia et mort en 1625 à Turin) est un compositeur et organiste italien.

## Biographie
De 1597 à 1615 il a été organiste de la Cathédrale de Turin, dont en 1615 il est devenu le directeur du chœur. Il a été ensuite musicien à la Cour de Savoie, d'abord au service de don Amedeo, fils illégitime de Charles-Emmanuel Ier, puis il est devenu maître de chapelle de la Cour.
Il a composé de la musique sacrée et profane. Il a fait imprimer à Venise une partition de Messa con mottetti 8 vv. bc. (aujourd'hui perdue) et une partition de Messe et motetti a 8 v. con b.c. Libro primo, Op. XI (1620), qui contient deux messes et douze motets. Entre 1605 et 1610, il a publié quatre livres de Canzonette, madrigali et arie alla romana a due voci, per cantare et sonare con il chitarrone o spinetta: le premier volume a été édité à Milan.

## Sources
- (it) Cet article est partiellement ou en totalité issu de l’article de Wikipédia en italien intitulé « Enrico Radesca » (voir la liste des auteurs).